# Ri Kwang-hyok
Ri Kwang-hyok ((리광혁?, 李光赫?); Pyongyang, 17 agosto 1987) è un calciatore nordcoreano, difensore del Rimyongsu e della Nazionale nordcoreana.

## Carriera

### Club
Ha giocato nella prima divisione nordcoreana.

### Nazionale
Ha giocato nelle nazionali giovanili nordcoreane Under-20 ed Under-23.
È sceso in campo 2 volte con la maglia della nazionale maggiore nordcoreana nel corso delle Qualificazioni ai Mondiali 2010 in Sudafrica.